# Proton Bałakowo
Proton Bałakowo  - żeński klub piłki siatkowej z Rosji. Swoją siedzibę ma w Bałakowie. Został założony w 1990 r.

## Sukcesy
Puchar Rosji:
- 1999

Mistrzostwo Rosji:
- 2003, 2004, 2005